# Метью Бейлі Беґбі
Сер Метью Бейлі Беґбі (9 травня 1819 — 11 червня 1894) — британський юрист, політик і суддя. У 1858 році Беґбі став першим головним суддею коронної колонії Британської Колумбії в колоніальні часи та в перші десятиліття після приєднання Британської Колумбії до Конфедерації як провінції Канади.
Беґбі працював першим суддею Верховного суду колонії Британська Колумбія з 1858 по 1866 рік, а потім, у тій самій посаді, у Верховному суді Об'єднаних колоній острова Ванкувер і Британської Колумбії з 1866 до 1870 року. Він був головою Верховного суду Сполучених колоній з 1870 по 1871 рік, а потім працював першим головою Верховного суду нової провінції Британська Колумбія з 1871 року до своєї смерті 11 червня 1894 року.
У роки після смерті Беґбі став відомий як суддя-вішальник.

## Молодість і освіта
Син полковника армії, Беґбі народився на британському кораблі на шляху до острова Маврикій, де він прожив до семи років, повернувшись із батьками до Великої Британії, де продовжив освіту. З одинадцяти до сімнадцяти років він навчався в Єлизаветинському коледжі в Ґернсі, де навчався в школі № 328. Його брат Томас Стірлінґ Беґбі (329) відвідував школу в той же час. Беґбі отримав свій перший ступінь у Пітергаузі в Кембриджському університеті, де він вивчав математику та класику. Він брав участь у багатьох позашкільних заходах, включаючи спів і акторську діяльність в аматорських постановках, їдальнях, гру в шахи, веслування і теніс. Після Кембриджа Беґбі продовжив вивчати право в Lincoln's Inn. Він створив успішну адвокатську практику в Лондоні, перш ніж відправитися до Британської Колумбії на нову посаду в уряді.

## Кар'єра
Беґбі прибув до форту Вікторія 16 листопада 1858 року з дорученням від 2 вересня 1858 року, яке надавало йому «повну владу та повноваження проводити суди та відправляти правосуддя відповідно до чинних законів або законів, які можуть бути згодом чинні у нашій згаданій колонії». Він був приведений до присяги у Форт-Ленґлі 19 листопада головним суддею острова Ванкувер Девідом Кемероном, коли була проголошена нова колонія Британська Колумбія. Враховуючи наплив старателів та інших під час золотої лихоманки Фрейзер-Каньйону і наступної золотої лихоманки Карібу 1861 року, Беґбі відіграв вирішальну роль у встановленні закону та порядку в новій колонії.
Відповідно до «Лондонської газети» від 19 листопада 1875 року Беґбі отримав титул «Лицаря-бакалавра».
Протягом років на службі Беґбі подорожував Британською Колумбією, пішки, а потім і верхи, відправляючи правосуддя в іноді неофіційних обставинах, але кажуть, що він завжди носив свою суддівську мантію та перуку під час засідань суду.
У свої ранні роки він відігравав певну роль в уряді, включаючи розробку законопроєктів, таких як Закон про іноземців (1859), Закон про золоті родовища (1859) і Закон про переважну купівлю (1860).
У 1860 році Беґбі визнав білого каліфорнійця на ім'я Вільям Маршалл винним у нападі на вихідця з корінних народів лише на підставі свідчень людей із корінних народів, що сталося вперше. Беґбі вивчив низку діалектів корінних народів і навіть проводив судові слухання цими мовами без допомоги перекладача. У нього були хороші дружні стосунки з багатьма вождями, і він явно співчував, коли йшлося про спроби нав'язати колоніальний закон корінним жителям. Він визнав концепцію шлюбу аборигенів і дозволив присягу говорити правду, яка визнавала вірування аборигенів. Бегбі, шотландець XIX століття (народився в колоніальному Маврикії), щиро вірив у цінності шотландського Просвітництва еґалітаризму, коли йшлося про розуміння та взаємодію з аборигенами. Він дозволив людям інших культур присягатися на істину на священному для них предметі замість Біблії.
У 1864 році Беґбі очолював судовий процес у справі про вбивство п'ятьох вождів чилкотінців, які брали участь у війні Чилкотінців. Присяжні визнали п'ятьох винними та засудили до повішення. Беґбі не виніс вирок одноосібно, але особисто оголосив ухвалений присяжними вирок, як цього вимагав закон. У 2014 році уряд Британської Колумбії виправдав лідерів чилкотінів. Прем'єр-міністр Крісті Кларк заявила: «Ми беззастережно підтверджуємо, що ці шість вождів чилкотінців повністю звільнені від відповідальності за будь-який злочин чи правопорушення».
Він також був активним натуралістом. Відомо, що він записував спостереження під час своїх подорожей, зокрема креслив карти та креслення будівництва мостів. Співав в операх. Бегбі був причетний до земельних угод у Коттонвуді, між Квінелом і Баркервілем, але заперечував будь-які правопорушення в тому, що стало відомим як Коттонвудський скандал.
Беґбі продовжував виконувати свої судові обов'язки навіть вже будучи смертельно хворим, доки не помер у Вікторії, Британська Колумбія, 11 червня 1894 року. Кажуть, що його похоронна процесія була безпрецедентною і мала на меті відзначити смерть людини, яка вважалася першим громадянином Британської Колумбії. Беґбі був похований на кладовищі Росс-Бей у Вікторії, Британська Колумбія .

### Суддя-вішальник
«Суддя-вішальник» — це термін, яким у пізніших згадках називали Беґбі, хоча ніколи при його житті.

## Спадщина
У 1886 році Беґбі постановив, що закон, який встановлює дуже високі ліцензійні збори, дискримінує китайців, навіть якщо в ньому про них не згадується, оскільки пральнями в той час переважно керували китайці. Інше рішення з подібною логікою через два роки змусило керівництво міста Вікторія продовжити ліцензії китайських ломбардів.

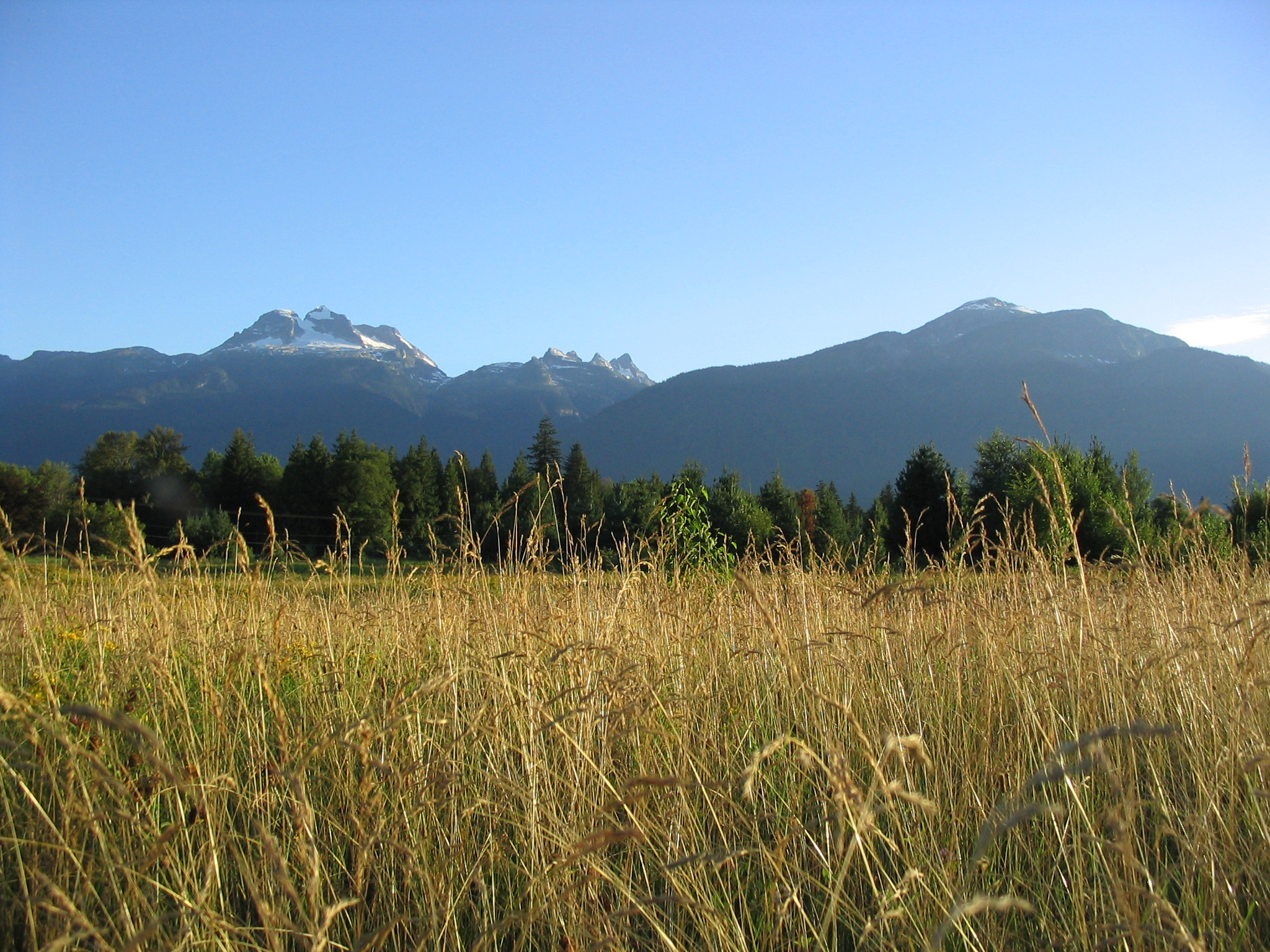
Гора Беґбі (ліворуч)

Школа у Ванкувері, початкова школа сера Метью Беґбі, також була названа на його честь.
Гора Беґбі, найбільш потужна гора, яку можна побачити з Ревелстока, була названа на його честь. У Британській Колумбії є ще дві гори Беґбі; вони трохи більше, ніж пагорби, хоча той, що в болотистій місцевості на південь від 100-мильної хати, також дав назву вершині Беґбі, найвищій точці на шосе Карібу. Є також два озера та струмок, названі на честь судді Беґбі.
Є кілька статуй, розташованих по всьому Ванкуверу, одна біля юридичного товариства Британської Колумбії та одна біля суду в Нью-Вестмінстері, Британська Колумбія, яку було знесено в 2019 році. Пам'ятник біля Правничого товариства Британської Колумбії буде знесено після висновків Комісії правди та примирення.
(Прізвище Беґбі походить з південно-східної Шотландії, де воно найбільш поширене в районах Единбурґа та Східного Лотіана).